# Jean Husson
Pour les articles homonymes, voir Husson (homonymie).
Œuvres principales
Le Cheval d'Herbeleau
Jean Husson, né le 26 février 1923 dans le 15e arrondissement de Paris et mort le 17 octobre 2021 à Bourron-Marlotte, est un pompier et un écrivain français, lauréat du Grand prix du roman de l'Académie française en 1965.

## Biographie
Jean Husson passe son enfance à Melun, avant de s'engager chez les pompiers pour échapper au Service du travail obligatoire lors de la Seconde Guerre mondiale. Ancien chef de bataillon à la brigade des Sapeurs Pompiers de Paris (jusqu'en 1968), Jean Husson fait paraître en 1965 un roman réaliste intitulé Le Cheval d'Herbeleau, qui reçoit le Grand prix du roman de l'Académie française,.

## Œuvre
- 1952 : La Bête noire, éditions du Seuil
- 1957 : La Brouillerie, éditions du Seuil
- 1963 : Les Malles, éditions du Seuil
- 1965 : Le Cheval d'Herbeleau, éditions du Seuil – Grand prix du roman de l'Académie française.